# 翔んで埼玉
『翔んで埼玉』（とんでさいたま）は、魔夜峰央による漫画。『花とゆめ』（白泉社）1982年冬の別冊および、1983年春の別冊・夏の別冊に3回に分けて連載された。
実写映画化され、2019年2月22日に映画『翔んで埼玉』が公開された。続編は当初の予定から1年以上延期された後、2023年11月23日に『翔んで埼玉 〜琵琶湖より愛をこめて〜』が公開された。

## 制作の背景
作者の魔夜は地元の新潟に住んでいたが、仕事が増えてきたため東京に引っ越すことを考えた。そこで、『パタリロ!』の掲載誌である『花とゆめ』編集長（当時）に相談したところ、「どうせ（関東地方に）出てくるなら同業者（漫画家）が多く住み交通の便が良い西武線沿線がよかろう」というアドバイスを得た。そのため魔夜は1978年 - 1979年ごろ、新潟から埼玉県所沢市に転居した。
転居前の魔夜は都会の関東地方に住めると浮かれていたものの、魔夜の出身地の新潟市と比較しても、当時の所沢市はまだそれほど開発されていない関東の一地方都市に過ぎず、さらに魔夜の自宅から車で10分もかからない距離の近所に、その編集長と上司に当たる白泉社の編集部長の2名が居住していることが判明した。「編集部から締め切りを催促されたり、連載打ち切りを通告しに来るかもしれない」という極度のストレスの中、4年間も地方都市の所沢に住み続けざるを得ず、その合間に憂さ晴らしとして執筆したのが本作品である。
自分が住んでいる埼玉県を「おちょくる面白さ」を狙ったものの、第3話まで執筆した後に魔夜がついに我慢の限界がきてしまい、神奈川県横浜市に転居する。その後も本作の連載を続けようと思っていたが、単に「埼玉県に対する悪意のある作品となってしまう」懸念から漫画連載を中断、「未完の漫画作品」となった。
ただし、魔夜によればそれは表向きの理由で、真の理由は「本当のことをいうと描けないんです。いま埼玉をディスってごらんと言われても、私の中にそういう部分がない」点を挙げている。また、連載時の状況について「一時的な気の迷いだったんでしょうね。錯乱していたのかもしれない。おっかない看守がふたりいて、独房の片隅で何とか自分を発散したい、ここから逃げ出したい！と、もう半狂乱で描いていたんでしょうね。相当追い詰められていたのではないかと」と語った。
なお、本作品では埼玉県以上に茨城県も「日本の僻地」として描かれているが、これは魔夜の妻でバレエダンサーの山田芳実が茨城県出身であることから「身内の地元ならば少しぐらいおちょくってもいい」と考えたためである。ただし後日、本作品を起因として妻が親戚からクレームをつけられたという。魔夜は地域をおちょくるネタをよく使い、「埼玉と茨城に挟まれた」千葉県も『パタリロ』において「僻地」とされている。
連載当初は背景に菊をモチーフとした図案を描いていたが、これが菊花紋章に酷似していることに気付き宮内庁に問い合わせたところ、自粛を要望されたため使用しなくなった。

## 反響
1986年に、白泉社より短編集『やおい君の日常的でない生活』に収録される形で刊行されたが、このときはあまり話題にならなかった。また、この本のあとがきに、魔夜は本作が未完になったことへの懸念を示していた。白泉社版の単行本は後に絶版となった。
2015年2月に、魔夜峰央の娘で、魔夜の広報を担当する山田マリエ（現在は漫画家として活動）が、Twitter上で本作に言及した。このことをきっかけに、本作がSNSで徐々に注目されるようになっていく。2015年9月に、当時龍谷大学の講師であった中井治郎が、絶版だった『やおい君の日常的でない生活』を取り寄せ、Twitter上で本作の一部を解説付きで詳しく紹介したことにより、本作の衝撃的な内容がSNSで話題になった。
宝島社編集者（当時）の薗部真一によると、SNSでの本作に関する盛り上がりを見た「このマンガがすごい!」の複数の選者から、本作をぜひ復刊すべきとの推薦コメントが寄せられ、2015年12月に本作が宝島社から復刊されるに至った。本作の内容は2015年11月2日にテレビ番組『月曜から夜ふかし』（日本テレビ系列）でも取り上げられ、このことによりさらに大きな反響を呼んだ。宝島社は当初、初版2万5000部の発行を計画していたが、反響の大きさを見て、部数を20万部へと増刷した。
2016年2月に発行部数は30万部を突破し、それを記念して宝島社は埼玉県各市の市長にコメントを依頼し、所沢市・行田市・飯能市の市長からコメントが寄せられた。3月には発行部数は55万部を突破し、埼玉県知事（当時）の上田清司も「悪名は無名に勝る」と肯定的なコメントを出している。作者の魔夜は発表30年以上を経た後の好反響について「なぜ売れているのか分からないが、この作品をきっかけに、他の作品も注目されればうれしい」と語った。その後、累計発行部数は72万部を超えた（2016年6月時点）。
魔夜は本作が復刊される前、厳しい経済的苦境に立たされていた。出版不況などにより印税が減少し、愛用の腕時計などを売却して自らの生活費を捻出せざるを得ない状況まで追い込まれていた。仕事場の家賃も7〜8年近く滞納した結果、累積滞納額は約1,200万円にも上り、滞納を長年容認してきた大家からもついに退去を求められた。このことは、娘の山田マリエが自身の漫画でも取り上げている。しかし、2015年に本作が復刻されて大ヒットしたため、魔夜のもとには多額の印税収入が一気に入り、滞納していた家賃など借金を全額返済することができたと、2019年6月18日放送のNHK「ごごナマ」で魔夜本人が語っている。
その後も本作の勢いは止まることがなく、映画公開後の2019年8月25日に投開票された埼玉県知事選挙の啓発広告として、埼玉県選挙管理委員会が本作品を採用した。「無関心は、ださいたま!」などと自虐的に知事選への投票を促すYouTube動画が15万回再生されたり、投票率も32.31%と16年振りに30%台を回復するなどの反響を呼んだ。さらに、10月27日に投開票された参議院埼玉県選挙区補欠選挙の啓発広告でも採用された。
2021年、作中の代表的なセリフである「埼玉県人には、そこらへんの草でも食わせておけ！」にちなんで、春日部市のスーパーや飲食店で4月1日から「そこらへんの草天丼」などのグルメが出始め話題となった。なお、「そこらへんの草」は雑草ではなく、埼玉県産の新鮮な野菜を使用している。
魔夜によると埼玉県民から本作品に対するクレームは、2015年時点では「まだ無い」とのこと。本作は、2019年に実写映画化された。制作したフジテレビと東映では当初、埼玉方面からクレームが来る可能性を懸念していたものの、上映後には埼玉県民や埼玉県、県内自治体から本作を応援する声が多数届いたことに驚き、2023年に実写映画2作目が公開された。詳しくは翔んで埼玉_(映画)#第1作の制作の経緯を参照。

## あらすじ
出身地・居住地によって激しい差別が行われている、架空世界の日本。東京都区部の名門校・白鵬堂学院に麻実麗という男子学生が転入してくる。容姿端麗で都会的な物腰を身に着け、学問・スポーツ共に優れた麗に学院の学生たちは魅了され、当初は麗に反発していた生徒会長・白鵬堂百美も、やがて麗を慕うようになる。
しかし、麗の正体は埼玉県で一・二位を争う大地主・西園寺家の子息だった。麗の父親は大金を使って麗を東京都の丸の内で証券会社を経営する麻実家の養子にし、さらにアメリカ合衆国に留学させることで都会的な物腰を身につけさせ、ゆくゆくは麗を政治家にして、埼玉県民に対する差別政策を撤廃させようと目論んでいたのだ。
だが、デパートで麗が埼玉県出身の家政婦おかよを庇ったことにより、麗もまた埼玉県出身であることが露見する。麗は百美に別れを告げて、所沢市へと戻り埼玉県民解放のための抵抗運動を始める。一方、百美は自宅を訪れた政界の実力者・階階堂進が地方出身者に対する差別政策を維持するために、麗のレジスタンスグループを殲滅しようと話しているのを耳にする。
百美は麗に危険を知らせるために所沢市へと向かい、麗を自分が勉強部屋代わりに借りている東京都心のマンションに匿う。しかし、マンションの住民にサイタマラリヤの患者が発生したことで、マンションに警察の手が伸びる。やむなく麗は百美を連れて埼玉県民居留地に身を隠すが、所沢でサイタマラリヤに感染していた百美が発症してしまう。埼玉県民居留地にやって来る医師などおらず、やむなく麗は百美を助ける代わりに警察への出頭を申し出る。しかし、警察の代わりに麗の身柄を拘束しに来た階階堂の部下は約束を反故にし、百美を助けようとはしなかった。
麗と百美が絶体絶命のピンチに陥る中、伝説の埼玉県民・埼玉デュークの部下が現れ、階階堂の部下を蹴散らし、さらには百美を助けるための血清を麗に渡して去っていく。危機を救われた麗と百美は埼玉デュークを探すための新たな旅に出る。（未完）

## 登場人物
麻実 麗（あさみ れい）
白鵬堂学院3年A組の転入生。男性。容姿端麗で都会的な物腰を身に付け、学問・スポーツともに優秀。東京・丸の内の麻実証券の御曹司とされ、学院に1億円（実写映画版では10億円）の寄付金を払っており、学院内でも特別扱いされている。正体は埼玉県で一・二位を争う大地主の西園寺家の子息で、父親が麗を政治家に育てるべく、麗を麻実家の養子にし、さらに埼玉県民らしさを払拭するために、アメリカ合衆国に留学させていた。父親の迂遠な計画に反発し、埼玉県民自身が自信を持って差別を自らの力で撤廃することが必要と考え、埼玉県民を解放する運動を展開する。
白鵬堂 百美（はくほうどう ももみ）
白鵬堂学院自治会長。名前も外見も女性風だが、れっきとした男性（いわゆる男の娘）。学院の理事長の孫で、当初はそのことを鼻にかけて横暴な態度をとっていた。しかし、隙がないために友達が出来ないことを麗に指摘され、さらに麗にキスされたことで（アメリカ生活が長い麗にとっては「挨拶代わり」だったが）、同性ながら麗に対して激しい恋心を抱くようになり、それを機に性格も丸くなり、弱者に対して憐みの心を持つようになった。麗に対する恋心から、麗の運動を支援する。
おかよ
麗の家政婦。子供にせがまれて東京のデパートを歩いていたところ、偽造した身分証明書を忘れてしまい、「埼玉狩り」を行っている東京都内の武装したガードマンに拘束されてしまう。本作の世界では東京のデパートに入店できるのは東京都民だけで、誤ってデパートに入店した田舎者の埼玉県民は警備員から「埼玉県民は三越ではなく星友に行け！」と警告を受けることになっている。
階階堂 進（かいかいどう すすむ）
自民党幹事長。影の総理と言われる田×角×（たばつ かくばつ）の懐刀。地方出身者に対する差別政策を維持するため、麗の組織を殲滅しようとする。二階堂進をモデルにしているが、見かけは大きく異なる。
田麩（でんぶ）警部
警視庁公安部第四課埼玉班の警官。「サイタマラリヤ」の発生を受けて現場に駆けつけた埼玉問題のスペシャリストで、埼玉県の旗県知事の写真の踏み絵をさせて、麗が実は埼玉県人であったことを暴く。
埼玉デューク（さいたまデューク）
伝説の埼玉県民。埼玉県民ながらその容姿・物腰は、一流の東京都民と見まごうほどであったと言われている。埼玉県民解放のための運動を行っていたが、20年前に行方不明となる。原作では名前のみの登場。

## 用語解説
埼玉県
東京都の隣の県だが、誰も知らないようなど田舎。県庁所在地は浦和市。 本作における所沢方言の挨拶は「んだばまんずまんず」「ごきげんやっしゃ」で、会話の語尾には「じゃんだっぺ」を付ける。生活水準・文化水準・ファッションセンスなど、ありとあらゆる点で東京都と比べて劣っている。
埼玉県民は作中世界の10年ほど前までランプといろりで生活しており、作中世界の現代においてようやく電化が始まったが、埼玉県民は電気の存在に慣れていない。
埼玉県民の中では比較的文化水準が高いと思われる麗の父親ですら、俳句を満足に詠むことが出来ず、常識的な慣用表現を理解できない。
埼玉の若者は慎太郎刈りや進駐軍放出のジャンパーを最新のファッションと思っており、「マシーン」と呼ぶヤンマー耕うん機に乗っている。
東京都と埼玉県の間には関所があり、埼玉県民は通行手形がないと関所を通過できない。東京都内では埼玉県民は徹底的に差別されており、東京都で病気や怪我をしても、医師にかかることを許されず、百貨店への立ち入りを禁止されており、埼玉県民居住区での生活が義務付けられている。
東京都
日本の最重要都市にて、日本で最も都会指数が高い大都会。そのため、東京都民がそのことを鼻にかけて埼玉県民を差別・迫害することが横行している。また、東京都内においても都会指数が低い地域やその住人については主に都会指数の高い地域の住人から見下される傾向にある。
白鵬堂学院
百美が自治会長を務める、東京都の名門校。クラスはA組からZ組に分けられている。特に埼玉県民の学生が集められたZ組は他のクラスと比べて環境が著しく劣悪で、木の下のオンボロ小屋で戦前のような学校生活を送っている。女子生徒は学院の制服の下にスカートではなくゲートルにもんぺで靴は地下足袋のちぐはぐな服装。
茨城県
埼玉県のさらに奥にある県。本作の世界では、気の弱い女性は「茨城」という名前を聞いただけで卒倒してしまう。
県庁所在地は水戸市。奥秩父から常磐線で荒野を三日三晩乗って着くところで、人口1,000人に満たない寒村である水戸市が、なぜ市なのか日本七不思議の一つとされる。
土地が痩せているため大豆しか取れず、納豆が主食である。さらに納豆以外の産物はないため非常に貧しく、県民の多くは埼玉県に出稼ぎに行っている。しかし茨城県は埼玉県より格下のため、埼玉に出稼ぎしている茨城県民は、埼玉県民から奴隷のような扱いで強制労働に従事させられている。
新潟県
影の総理・田×の出身地とされる県。本作の設定は、全ての政治家は東京都出身者が地方を支配するために地方出身であると偽装しており、田×も実は新潟とは関係のないチャキチャキの江戸っ子である。なお、田×のモデルになった田中角栄は本当に新潟県の出身者である。また、作者の魔夜峰央も新潟県の出身である。

## 書誌情報
- 魔夜峰央「翔んで埼玉」『やおい君の日常的でない生活』白泉社〈ジェッツコミックス〉、1986年8月1日。ISBN 4-592-13093-6。
- 魔夜峰央『翔んで埼玉』宝島社〈このマンガがすごい! comics〉、2015年12月24日。ISBN 978-4-8002-4939-5。
- 魔夜峰央（監修）『翔んで埼玉 アンソロジー 埼玉解放戦線調査報告書』宝島社〈このマンガがすごい! comics〉、2023年12月8日。ISBN 978-4-299-04907-0。 - 公式アンソロジー[31]。